# Synegia eumeleata
Synegia eumeleata là một loài bướm đêm trong họ Geometridae.